# Rumunská Wikipedie
Rumunská Wikipedie je jazyková verze Wikipedie v rumunštině. Založena byla v červenci 2003. V lednu 2022 obsahovala přes 426 000 článků a pracovalo pro ni 17 správců. Registrováno bylo přes 572 000 uživatelů, z nichž bylo asi 970 aktivních. V počtu článků byla 32. největší Wikipedie. 
Rumunská Wikipedie vznikla v červenci 2003, hlavním iniciátorem a překladatelem rozhraní byl Bogdan Stăncescu, vystupující pod přezdívkou Gutza. Rumunská verze spolupracuje s Rumunskou akademií a několika rumunskými univerzitami a má mírně odlišné logo (znak cyrilice Й v glóbusu byl nahrazen rumunským písmenem Ă).
Články v rumunské verzi mohou vzhledem ke složitému vývoji rumunského pravopisu ve 20. století obsahovat drobné pravopisné odchylky od normy, zvláště v použití písmen â a î, která mají stejnou hláskovou platnost, ale užívají se v různých kontextech. Rumunská Wikipedie je k těmto odchylkám tolerantní a připouští obě možnosti.
S rumunskou Wikipedií souvisí také dvě další jazykové mutace, jednak arumunská Wikipedie (vznikla v dubnu 2004 a v květnu 2019 měla přes 1 200 článků; arumunština je někdy pokládána za pouhý dialekt rumunštiny) a krom toho Wikipedie v moldavštině, která byla v roce 2006 po dlouhých sporech zrušena.
Nejvíce článků, respektive dotazů, z rumunské Wikipedie je zobrazeno v Rumunsku (75,3 %), Moldavsku (8,2 %), Německu (2,9 %) a ve Spojeném království (2 %). Naopak na území Rumunska uživatelé používají nejvíce anglickou verzi (ve 45,1 % dotazů), rumunskou (39,9 %), ruskou (3,5 %) a maďarskou (3 %). Uživatelé v Rumunsku si během měsíce zobrazí asi 53,9 milionů dotazů, což představuje 0,4 % celkového počtu zobrazení v rámci celé Wikipedie. Rumunská Wikipedie je po ruské druhou nejpoužívanější jazykovou verzí v Moldavsku, kde do ní směřuje 28,8 % dotazů.
V roce 2019 bylo zobrazeno okolo 445,5 milionu dotazů. Denní průměr byl 1 220 654 a měsíční 37 128 226 dotazů. Nejvíce dotazů bylo zobrazeno v květnu (44 438 741), nejméně v srpnu (28 731 711). Nejvíce dotazů za den přišlo v neděli 27. října (2 083 858), nejméně v úterý 24. prosince (763 733).